# Ивановка (Шенталинский район)
Ивановка (чув. Ивановка) — деревня в Шенталинском районе Самарской области в составе сельского поселения Канаш.

## География
Находится на расстоянии примерно 5 километров по прямой на северо-запад от районного центра станции Шентала.

## История
Основана чувашами в 1920-е годы переселенцами из поселка Романовка как выселки.

## Население
Постоянное население составляло 8 человек (чуваши 100%) в 2002 году, 6 человек в 2010 году.